# Aldo Berardi
Aldo Berardi (Longeville-lès-Metz, 30 settembre 1963) è un vescovo cattolico francese, dal 28 gennaio 2023 vicario apostolico dell'Arabia settentrionale.

## Biografia
Aldo Berardi è nato a Longeville-lès-Metz il 30 settembre 1963 da una famiglia originaria di Bovino.

### Formazione e ministero sacerdotale
Nel 1979 è entrato al Foyer-Séminaire di Montigny-lès-Metz e ha frequentato il liceo "George de la Tour" di Metz. Dal 1982 al 1984 ha studiato filosofia al seminario maggiore di Villers-lès-Nancy. Dal 1984 al 1986 ha svolto il servizio civile in Madagascar ricoprendo gli incarichi come insegnante di francese, bibliotecario e responsabile culturale.
L'8 ottobre 1986 è entrato nel noviziato dell'Ordine della Santissima Trinità a Cerfoid e il 4 ottobre dell'anno successivo ha emesso la sua prima professione religiosa. Dal 1987 al 1990 ha studiato teologia presso il seminario maggiore di Montréal e il 17 dicembre 1990 ha emesso la professione perpetua a Roma, città in cui si era trasferito per proseguire gli studi all'Accademia alfonsiana.
Il 20 luglio 1991 è stato ordinato presbitero nella chiesa di San Martino ad Ars-sur-Moselle da monsignor Jean-Samuel Raobelina, vescovo di Tsiroanomandidy. Nel 1992 ha conseguito la licenza in teologia morale presso l'Accademia alfonsiana. A Roma ha prestato servizio anche presso la Caritas. In seguito è stato direttore di un centro di accoglienza, formazione e ritiro a Cerfroid, vicario parrocchiale, cappellano scolastico e in un carcere psichiatrico e assistente ecclesiastico degli scout e dell'Azione cattolica dal 1992 al 1998. Nel frattempo, tra il 1995 e il 1997, ha proseguito la formazione in psichiatria presso l'organismo Chrétiens en Santé Mentale di Parigi. Destinato alla missione nei Paesi arabi, dal 1998 al 2000 ha studiato lingua araba e islamologia presso la Scuola Dar Comboni a Il Cairo. In seguito è stato direttore del Centro "Santa Bakhita" per rifugiati sudanesi a Il Cairo dal 2000 al 2006; cappellano degli espatriati presso la parrocchia del Sacro Cuore a Manama, in Bahrein, dal 2007 al 2010; consigliere provinciale dal 2009 al 2012; parroco della parrocchia di Sant'Areta e compagni martiri nel vicariato apostolico dell'Arabia settentrionale dal 2011 al 2019 e vicario generale del suo Ordine, presidente del segretariato generale della formazione e rappresentante legale della curia generalizia a Roma.
Nel 2008 ha ottenuto la laurea in scienza del linguaggio presso la Open Arab University di Manama e dal 2012 al 2020 ha seguito corsi di formazione in teologia pratica presso l'Università Laval di Québec.

### Ministero episcopale
Il 28 gennaio 2023 papa Francesco lo ha nominato vicario apostolico dell'Arabia settentrionale. Ha ricevuto l'ordinazione episcopale il 28 marzo successivo nella cattedrale di Nostra Signora d'Arabia ad Awali dal cardinale Miguel Ángel Ayuso Guixot, prefetto della Dicastero per il dialogo interreligioso, co-consacranti l'arcivescovo Eugene Martin Nugent, nunzio apostolico in Kuwait, Bahrein e Qatar, e il già vicario apostolico dell'Arabia meridionale e amministratore apostolico del vicariato apostolico dell'Arabia settentrionale Paul Hinder. Durante la stessa celebrazione ha preso possesso del vicariato.

## Genealogia episcopale
La genealogia episcopale è:
- Cardinale Scipione Rebiba
- Cardinale Giulio Antonio Santori
- Cardinale Girolamo Bernerio, O.P.
- Arcivescovo Galeazzo Sanvitale
- Cardinale Ludovico Ludovisi
- Cardinale Luigi Caetani
- Cardinale Ulderico Carpegna
- Cardinale Paluzzo Paluzzi Altieri degli Albertoni
- Papa Benedetto XIII
- Papa Benedetto XIV
- Papa Clemente XIII
- Cardinale Bernardino Giraud
- Cardinale Alessandro Mattei
- Cardinale Pietro Francesco Galleffi
- Cardinale Giacomo Filippo Fransoni
- Cardinale Carlo Sacconi
- Cardinale Edward Henry Howard
- Cardinale Mariano Rampolla del Tindaro
- Cardinale Antonio Vico
- Arcivescovo Filippo Cortesi
- Arcivescovo Zenobio Lorenzo Guilland
- Vescovo Anunciado Serafini
- Cardinale Antonio Quarracino
- Papa Francesco
- Cardinale Miguel Ángel Ayuso Guixot, M.C.C.I.
- Vescovo Aldo Berardi, O.SS.T.